# Marco Antonio Campeggi
Marco Antonio Campeggi (* in Padua; † 7. Mai 1553 in Bologna) war ein italienischer römisch-katholischer Geistlicher.

## Leben
Marco Antonio Campeggi wurde in Padua als jüngster Sohn von Giovanni Zaccaria Campeggi und Dorotea Tebaldi geboren und war der Bruder von Bischof Tommaso und Kardinal Lorenzo Campeggi.
Er schloss 1525 sein Jurastudium in Bologna ab und folgte seinem Bruder Lorenzo. Er unterstützte ihn als Prokurator bei der Verwaltung seiner Diözesen. Er selbst wurde am 23. März 1528 zum Bischof von Grosseto gewählt. Damals war Campeggi in Frankreich und verwaltete die Abtei San Pietro d’Orbaco seines Bruders in der Diözese Soissons verwaltete. Er konnte die Diözese nicht sofort in Besitz nehmen und blieb bis 1530 in Frankreich, als sein Bruder ihn nach Spanien in die Diözesen Huesca und Jaca schickte. Im Jahr 1532 war er in England, um die Diözese Salisbury für seinen Bruder Kardinal Campeggi zu verwalten. Im folgenden Jahr wurde er von seinem Neffen, Bischof Giovanni Battista Campeggi, zum Generalvikar und Prokurator der Diözese Mallorca ernannt. Mit der Unterstützung seines Bruders sammelte Campeggi verschiedene kirchliche Pfrüden und erlangte wirtschaftliche Unabhängigkeit. Nachdem er auch Kanoniker von Mallorca und Prior und Kommentator von San Maurilio di Clasburgo gewesen war, ließ er sich endgültig in Grosseto nieder.
Er wurde zum Konzil von Trient eingeladen, nahm aber nicht teil. Stattdessen nahm er an der ersten Bologneser Ratssitzung im Jahr 1547 teil.
Seine letzten Jahre verbrachte er in Bologna und Grosseto. Er starb am 7. Mai 1553 in Bologna.